# Blast Yer Brain
Blast Yer Brain é uma música do cantor norueguês Sway (Espen Lind), lançada como single de seu álbum de estreia Mmm... Prepare to be Swayed em 1995.

## Lançamento
O single foi comercializado em CD somente na Noruega, embora a canção tenha feito parte de algumas coletâneas dance pela Europa.

## CD Single
- Remixes (MCA Norway - catnr. 33390)

1. Original single edit - 3:58
2. Volcano Aerobic Anthem edit - 3:36
3. Volcano Aerobic Anthem mix - 6:04
4. Volcano Flamingo dub - 7:27

## Ligações Externas
- Blast Yer Brain - Letra e música